# Fiskelös, Bohuslän
Fiskelös är en sjö i Tanums kommun i Bohuslän och ingår i Enningdalsälvens huvudavrinningsområde.